# Georg Bruchmüller

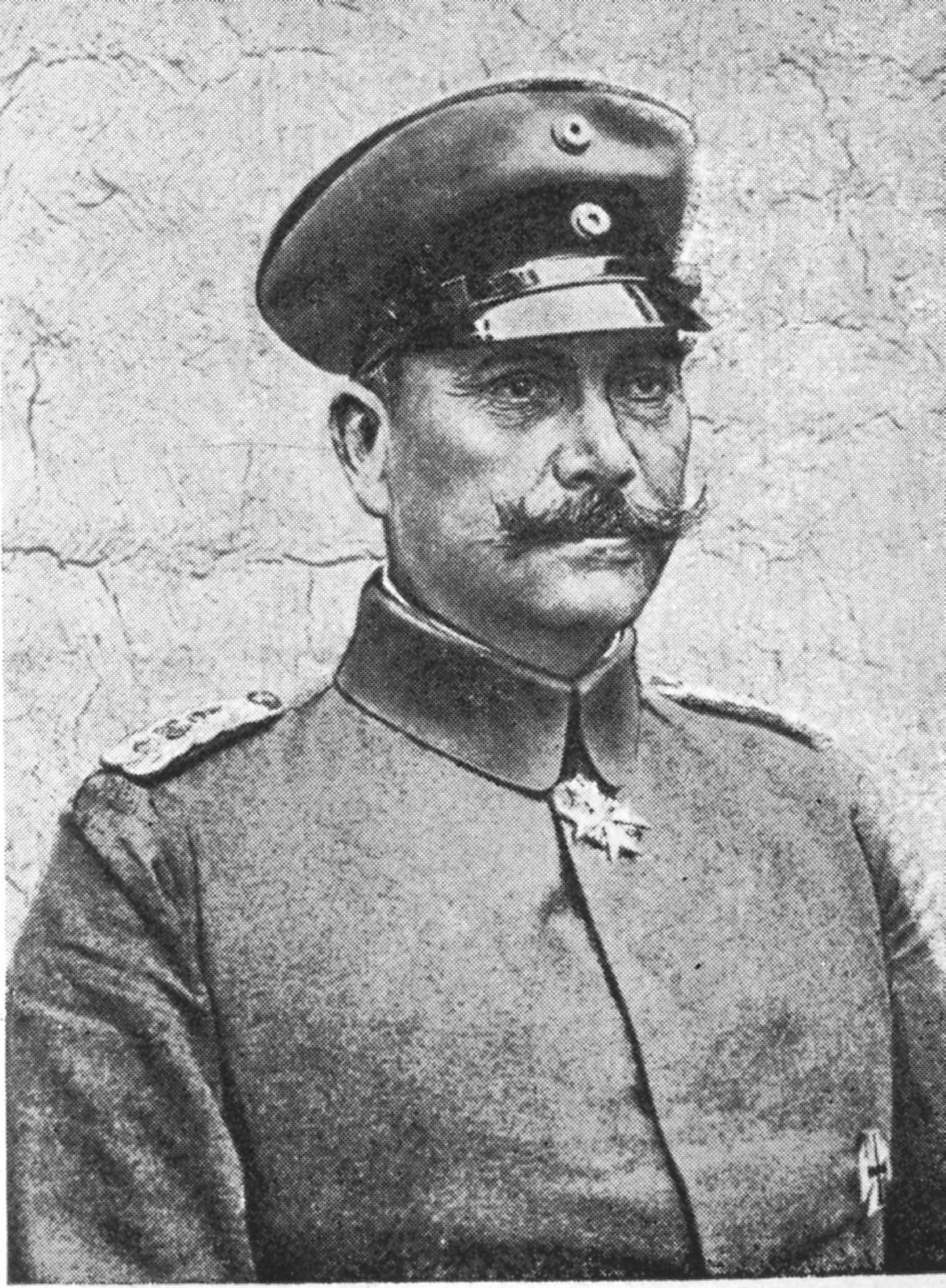
Oberst Bruchmüller

Georg Bruchmüller (* 11. Dezember 1863 in Berlin; † 26. Januar 1948 in Garmisch-Partenkirchen), genannt Durchbruchmüller, war ein deutscher Artillerieoffizier im Ersten Weltkrieg und gilt als Begründer des modernen und systematischen Schießens der Artillerie.

## Leben
Bruchmüller entstammte der Mittelschicht und trat am 8. August 1883 als Fahnenjunker in das Fußartillerie-Regiment „von Linger“ (Ostpreußisches) Nr. 1 in Königsberg ein. Bereits einen Monat später erfolgte seine Versetzung nach Metz in das Rheinische Fußartillerie-Regiment Nr. 8. Dort ernannte man ihn am 13. März 1884 zum Fähnrich und beförderte ihn in der Folgezeit am 14. Februar 1885 zum Sekondeleutnant sowie am 14. September 1893 zum Premierleutnant. Mit seiner Versetzung in das Fußartillerie-Regiment „General-Feldzeugmeister“ (Brandenburgisches) Nr. 3 am 18. August 1896 wurde Bruchmüller Hauptmann und Batteriechef. Für drei Jahre war er im Anschluss bis 16. März 1905 in gleicher Funktion im Lehr-Bataillon der Fußartillerie-Schießschule in Jüterbog. Anschließend setzte man ihn bis 15. Februar 1907 als Batteriechef im Hohenzollernschen Fußartillerie-Regiment Nr. 13 ein, und er wurde dann Lehrer an der Oberfeuerwerker-Schule in Berlin. Als Major (seit 18. Oktober 1908) folgte am 20. April 1909 die Versetzung als Artillerie-Offizier vom Platz der Oberrhein-Befestigungen. Kurz darauf ernannte man Bruchmüller am 14. September zum Kommandeur des II. Bataillons des Fußartillerie-Regiments „von Hindersin“ (1. Pommersches) Nr. 2. Dieses Kommando gab er am 30. September 1912 ab und fungierte dann als Lehrer an der Fußartillerie-Schießschule. Aufgrund gesundheitlicher Probleme (Diabetes) stellte man ihn ein Jahr später zur Disposition.
Zu Beginn des Ersten Weltkriegs wurde er reaktiviert und als Artilleriekommandeur zur 86. Infanterie-Division an die Ostfront versetzt. Bruchmüller erkannte recht schnell die Ineffektivität langandauernden Artilleriebeschusses bei der Vorbereitung von Offensiven. Das damalige Verfahren sah einen mehrtägigen bzw. mehrwöchigen Beschuss, das sogenannte Trommelfeuer, zur Vernichtung der Verteidiger vor. Die praktischen Folgen dieses Verfahrens waren der enorme Munitionsverbrauch, der exorbitante Verschleiß an Geschützmaterial, das Verwandeln des Angriffsgeländes in eine unpassierbare Mondlandschaft, die Mensch und Tier nur unter größten Schwierigkeiten überwinden konnten, und nicht zuletzt der taktisch bedeutsame Verlust des Überraschungsmomentes.
Bruchmüller ging bei seinen Überlegungen davon aus, dass die eigentliche Aufgabe des Artilleriefeuers darin bestand, den Gegner niederzuhalten, bis die Infanterie dessen Stellungen erobert hatte. Dies könnte man mit einer möglichst hohen Feuergeschwindigkeit erreichen, bei der in kurzer Zeit ein Maximum an Explosivstoffen punktgenau und konzentriert auf den (eingegrabenen) Gegner und auf dessen Artilleriestellungen geschossen wird. Um die Effektivität zu steigern, unterteilte er die Artillerie nach Kalibergrößen und Reichweite in Fernkampfartillerie, Infanteriekampfartillerie und schwerstes Flachfeuer zur Bekämpfung der feindlichen Artillerie und der Reserven, schweres Flachfeuer und leichtes Flachfeuer zum Beschuss der vorderen Linien. Diese Arten wurden aufgrund der schlechten Nachrichtenverbindungen minutiös in einem exakten Zeitplan eingearbeitet. Die Verbindung aller Feuerarten ergab die sogenannte Feuerwalze, bei der das Geschützfeuer auf einen der angreifenden Infanterie unmittelbar vorausschreitenden Geländeabschnitt konzentriert wurde. Entsprechend einem vorher festgelegten Schema wurde von der Artillerie ein breiter Streifen wenige Minuten beschossen, dann „sprang“ der Beschuss meist ca. 100 Meter in Feindrichtung, während die Infanterie – möglichst nahe folgend – in den zuvor beschossenen Abschnitt aufrückte.
Bruchmüller wandte diese Taktik erstmals im April 1916 bei der Schlacht am Naratsch-See an, wobei damit große Erfolge erzielt wurden. Ausgebaut wurde dieses Verfahren im September 1917 bei der Schlacht um Riga. Hier wurden erstmals die teilweise noch heute gültigen Regeln des Artilleriekampfes angewandt. Dazu gehörte in erster Linie die Aufklärung des Gefechtsfeldes mittels Luftbildfotografie und das Übertragen dieser Ergebnisse in Karten, um das Einschießen der Geschütze überflüssig zu machen, sowie die Aufstellung eines komplexen Zeitplans für den Artillerieeinsatz, bestehend aus Feuerwirkung, Feuerwalze und Buntschießen zum Niederhalten der feindlichen Artillerie, und die zeitliche Kürze des Feuers. Der durchschlagende Erfolg, d. h. der russische Brückenkopf von Riga wurde innerhalb weniger Tage eingedrückt und die Stadt erobert, gab ihm recht. Zug um Zug begann der weitere Ausbau dieser Taktik zur Anwendung bei großen Angriffsvorhaben. Bruchmüller kombinierte sein Verfahren mit der Taktik der Sturmtruppen und brachte weitere Neuerungen ein: Dazu zählte die Verwendung von Gefechtsfeldartillerie. Das waren insbesondere die leichter und von Mannschaften zu transportierenden Minenwerfer bzw. besondere Infanteriebegleitgeschütze (Sturmkanonen), die der Infanterie im Gefecht folgen konnten, um Widerstandsnester im direkten Beschuss bekämpfen zu können. Das taktische Konzept der vorn angreifenden Sturmtruppen wurde dementsprechend modifiziert, dass sie Widerstandsnester nicht erobern, sondern zu umgehen und die Bekämpfung folgenden regulären Infanterie-Einheiten zu überlassen habe und sich damit voll auf den Durchbruch konzentrieren könne. Er wurde wegen seiner buchstäblich durchschlagenden Erfolge „Durchbruchmüller“ genannt. In den letzten deutschen Offensiven (siehe Schlacht von Karfreit 1917 und Frühjahrsoffensive 1918) wurde sein Verfahren äußerst wirkungsvoll und mit vollem Erfolg eingesetzt. Neu war bei beiden Schlachten der Einsatz einer doppelten Feuerwalze: Die erste Walze, die flüchtige Reizstoffe (Blaukreuz) und tödliche Lungenkampfstoffe (Grünkreuz) beim sogenannten Buntschießen zum Maskenbrechen auf die gegnerischen Artilleriestellungen verfeuerte, hatte ein Verhältnis von 30 % Sprenggranaten zu 70 % Gasgranaten. Die zweite Walze bestand nur aus Sprenggranaten.

Für seine Verdienste erhielt Bruchmüller u. a. am 1. Mai 1917 den Orden Pour le Mérite sowie am 26. März 1918 das Eichenlaub. Sein Chef, General Erich Ludendorff, schrieb 1919 rückblickend über ihn:
„Sein großes Wissen und Können, seine Hingebung an den Beruf und an seine Waffe, sein warmes Soldatenblut machten ihn zu einem der hervorragendsten Soldaten dieses Kriegs.“
Nach dem Krieg verblieb er zunächst als Artillerie-General zbV der OHL und Chef der schweren Artillerie an der Westfront in seinem Amt. Die Aufhebung seiner Mobilmachungsbestimmung erfolgte am 18. Januar 1919, und Bruchmüller wurde mit diesem Tage in den Ruhestand versetzt.
Bruchmüller erhielt am 27. August 1939, dem sogenannten Tannenbergtag, den Charakter als Generalmajor verliehen.
Zwischen 1938 und 2022 trug die Rittersturz-Kaserne in Lahnstein den Namen Deines-Bruchmüller-Kaserne nach Bruchmüller und Adolf von Deines.

## Werke
- Die deutsche Artillerie in den Durchbruchschlachten des Weltkrieges. Mittler & Sohn, Berlin 1921, DNB 57253728X
- Die Artillerie beim Angriff im Stellungskrieg. Verlag „Offene Worte“, Berlin/Charlottenburg 1926, DNB 579260917
- Sippen meiner Ahnen und ihre engere Heimat. Berlin 1938.